# Gian Giuseppe Ballanti
Gian Giuseppe Ballanti (1733 – 15 settembre 1767) è stato un anatomista e medico italiano.
Si laureò in Filosofia e Medicina nel 1754 con gli insegnamenti di Pier Francesco Peggi e Tommaso Laghi, e divenne prima lettore onorario di Anatomia all'Università di Bologna, poi ordinario nel 1763.
Scrisse dissertazioni medico-filosofiche, in particolare furono molto apprezzate due scritti riguardanti l'anatomia della fonazione (laringe e trachea) dei mammiferi e degli uccelli.